# Sphaerostigma minutiflora
Sphaerostigma minutiflora là một loài thực vật có hoa trong họ Anh thảo chiều. Loài này được (S. Watson) Rydb. miêu tả khoa học đầu tiên năm 1906.